# Џенифер Лин
Џенифер Ен Лин (енгл. Jennifer Ann Lien; Чикаго, Илиноис, САД, 24. август 1974) је америчка глумица, најпознатија по улози Кес (енгл. Kes) у ТВ серији „Звездане стазе: Војаџер“.